# 金貴 (宣德進士)
金貴（1393年—？），字用和，直隸廣平府邯鄲縣人，明朝政治人物。進士出身。

## 生平
北京行都鄉試第七十一名。宣德五年（1430年）丁丑科會試第八十四名，殿試登進士第三甲第十五名。

## 家族
曾祖父金忠。祖父金誠。父亲金志剛。